# カルメン・マルティン
カルメン・ドローレス・マルティン・ベレンゲール（Carmen Dolores Martín Berenguer、1988年5月29日 - ）は、スペイン・アンダルシア州アルメリア県アルメリア出身の女子ハンドボール選手。フランス女子ハンドボール選手権のOGCニース所属。2019年2月6日時点で、ハンドボールスペイン女子代表では216試合に出場して740得点を挙げている。
2016年にはブカレスト名誉市民の称号を得た。

## 所属クラブ
- 2005-2008  BMロケタス
- 2008–2010  CBマール・アリカンテ
- 2010–2012  SDイチャコ
- 2012–2014  RKクリム
- 2014  CBアトレティコ・グアルデス
- 2014–2017  CSMブカレスト
- 2017–  OGCニース

## タイトル

### クラブ
- ディビシオン・デ・オノール(2) : 2011, 2012
- コパ・デ・ラ・レイナ(2) : 2011, 2012
- スーペルコパ・デ・エスパーニャ(2) : 2011, 2012
- スロベニアリーグ(1) : 2013
- スロベニアカップ(1) : 2013
- ルーマニアリーグ(3) : 2015, 2016, 2017
- ルーマニアカップ(1) : 2016
- 女子EHFチャンピオンズリーグ(1) : 2015–16

### スペイン代表
- オリンピック 銅メダル(1) : 2012
- 世界女子ハンドボール選手権 銅メダル(1) : 2011
- 欧州女子ハンドボール選手権 銀メダル(2) : 2008, 2014

### 個人
- 世界女子ハンドボール選手権ベスト7(1) : 2011
- 欧州女子ハンドボール選手権ベスト7(2) : 2014, 2018
- 女子EHFチャンピオンズリーグベスト7(1) : 2016–17